# Siconulf

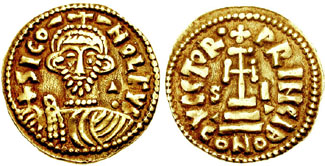
Efigia lui Siconulf pe un solidus emis în timpul guvernării sale la Salerno

Siconulf (de asemenea, Siconolf, Sikenolf, Siconolfo sau Siconulfus) (d. 851) a fost primul principe longobard de Salerno, fiind fratele principelui Sicard de Benevento, care a fost asasinat de către Radelchis I. Ca replică la actul lui Radelchis, populația din Salerno l-a proclamat pe Siconulf ca principe în opoziția cu noul conducător din Benevento. Pentru o vreme, Radelchis l-a ținut pe Siconulf prizonier în Taranto. Un grup de cetățeni din orașele Salerno și Amalfi au mers la Taranto deghizați în negustori amalfitani și au reușit să îl elibereze pe Siconulf din închisoare, aducându-l la Salerno.
Radelchis a fost cel care i-a chemat primul pe sarazini pentru a lupta contra lui Siconulf în 841, după care Siconulf a răspuns cu aceeași monedă, recurgând și el la ajuto musulman. Războiul cu Radelchis a durat vreme de zece ani, timp în care devastările provocate de sarazini s-au intensificat, iar bisericile erau prădate. În cele din urmă, în 849, regele Italiei, Ludovic al II-lea, a coborât în sudul Italiei și a confirmat divizarea Principatului de Benevento, silindu-i pecei doi rivali să încheie pacea și recunoscându-l pe Siconulf al noului principal de Salerno. Principalele orașe ale principatului erau Taranto, Cassano Irpino, Paestum, Conza, Sarno, Cimitile (Nola), Capua, Teano și Sora.
Siconulf a murit la puțină vreme după aceea și a fost urmat la domnia asupra principatului de către fiul său, Sico al II-lea.